# بانبری (چشر)
بانبری (به انگلیسی: Bunbury) یک روستا و محله مدنی در بریتانیا است که در چشر شرقی واقع شده‌است. بانبری ۱٬۱۹۵ نفر جمعیت دارد.